# 110호 연구소
110호 연구소(110號硏究所) 또는 기술정찰조(技術偵察組)는 조선민주주의인민공화국의 해커 조직으로서, 인민무력부 정찰총국 소속이다.
2009년 7월 10일 국가정보원은 국회 정보위원회에서 110호 연구소가 6월 말 중국 선양에서 한국을 대상으로 한 모의 해킹 훈련을 실시했다고 보고했다.
평양의 지휘자동화대학, 김책공업종합대학, 평양콤퓨터기술대학 등의 졸업생 중에서 우수인력을 채용한다.

## 같이 보기
- 훙커
- NSA - 미국 국방부의 해킹 방어 기관